# Працююча християнська молодь

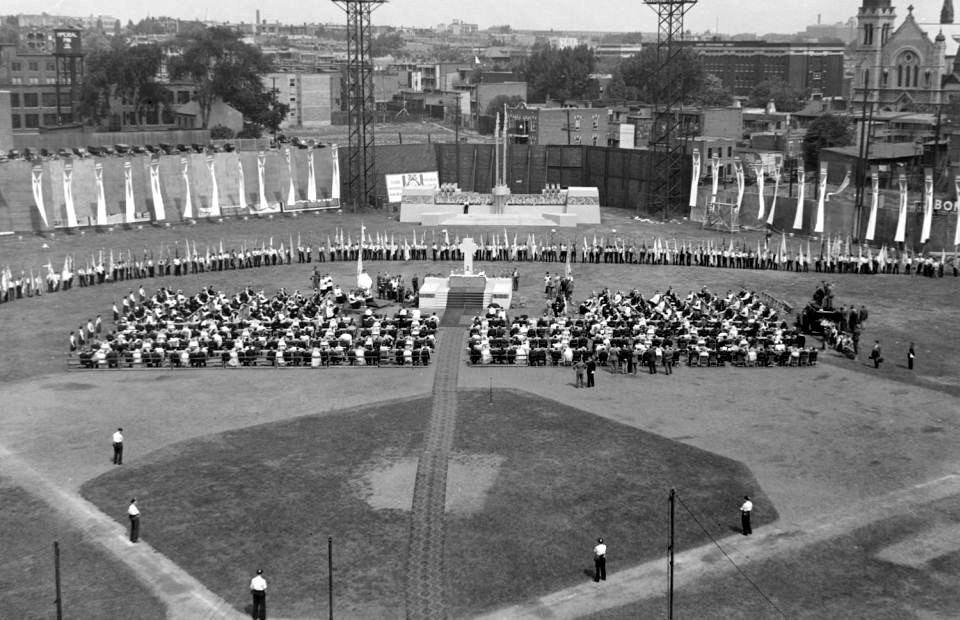
JOC Квебек у 1939 році

Працююча християнська молодь, або Християнська робітнича молодь (фр. Jeunesse ouvrière chrétienne, JOC) — міжнародна організація, заснована Йозефом Кардейном у Бельгії як «Профспілкова молодь» (фр. La Jeunesse Syndicaliste); під своєю нинішньою назвою діє з 1924 року. У 1925 році організація отримала папське схвалення, і з 1926 року поширилася у Франції, а згодом і в інших країнах.

## Заснування
Кардейн звинувачував у смерті батька, який був шахтарем, важкі умови праці. Деякі старі друзі Кардейна вважали його зрадником, коли він вирішив присвятити кар'єру «примиренню церкви й індустріальних робітників світу», оскільки були схильні бачити в церкві служіння інтересам аристократії. В 1912 році Кардейн став помічником священика у передмісті Брюсселя і почав працювати з робітниками заводів. У 1915 році він став директором католицької соціальної роботи міста.

## Сьогодення
Станом на 2018 рік організація діє в Європі, Азії, Австралії, Африці й Америці, загалом у понад 51 країні світу. Міжнародна штаб-квартира знаходиться в Брюсселі. Вік учасників від 15 до 35 років.